# Фонт Роха (природный парк)
Фонт Роха (исп. Parque natural del Carrascal de la Fuente Roja) — природный парк, который расположен на юго-востоке Испании, на территории провинции Валенсия в её южной части, в 40 км от города Аликанте. 
Парк является особо охраняемой территорией с 13 апреля 1987 года, занимает 2,3 га и включает в себя часть горных массивов Эль-Альто-де-Сан-Антонио, Эль-Карраскар-де-ла-Фонт-Роха и Ла-Тейксерета. Гора Сьерра-дель-Менехадор (1356 м) является самой высокой точкой парка.

## Физико-географическое описание
Горные хребты, находящиеся на территории природного парка Фонт Роха, состоят из известняковых пород. Их формирование относится к третичному периоду. Здесь множество карстовых пещер, одна из крупнейших — Ледяная пещера.
Климат — средиземноморский с влиянием континентального и высокогорного. Из-за ориентации гор с северо-востока на юго-запад влажные воздушные массы с побережья замедляются на северном склоне, вызывая большее количество осадков. На его вершинах лежит снежный покров, где можно найти остатки доисторических снежных полей и старых колодцев, предназначенных для сохранения снега.
Из-за климатических различий, существующих в парке, здесь отмечаются разнообразные экосистемы.
В самых холодных и влажных областях парка, а также и на участках, расположенных на высоте 1250 метров, встречается лиственный лес. Здесь растут такие виды деревьев как ясень, клён, тис, дуб португальский и рябина. Произрастающие здесь растения редки для Валенсии. Важное значение для биоразнообразия имеет участок с каменными дубами, в котором изолировано встречаются образцы, типичные для лиственного леса, вместе с подлеском, образованным плющом и жимолостью. В засушливых местах парка растёт тимьян, дрок, шалфей.
В лесной части парка живёт множество птиц — малиновка, крапивник, зяблик, большая синица, сойка, серая неясыть, короткопалая пищуха, ястреб, ястреб-тетеревятник, сокол-сапсан, белоголовый сип. Последний вид был недавно завезён парк, и, хотя он не гнездится здесь, он успешно размножился в 2005 году в соседней Сьерра-де-Мариола, так что здесь его легко наблюдать.
Среди млекопитающих своим обилием выделяется кабан. Также в парке живут — обыкновенная генета, ласка, дикая кошка, куница и барсук. Среди рептилий стоит отметить такие виды как курносая гадюка, европейский лазающий полоз, жирондская медянка и глазчатая ящерица.

## Торговля снегом
Использование в сельском хозяйстве территории, на которой сейчас находится парк, никогда не было востребованным из-за суровых климатических условий и пересечённой местности, которые затрудняли выращивание сельскохозяйственных культур. Однако в XVIII веке торговля снегом играла важную роль в горных регионах, что привело к рождению индустрии мороженого в Хихоне и других близлежащих муниципалитетах. Свидетельством этой торговли являются постройки высокой архитектурной и этнологической ценности, такие как подвалы или снежные колодцы.